# Wołomin
Wołomin ist eine Stadt im Powiat Wołomiński der Woiwodschaft Masowien in Polen. Sie ist Sitz des Powiat und der gleichnamigen Stadt-und-Land-Gemeinde und hat 36.848 Einwohner (Stand 31. Dezember 2020).
Sie befindet sich ca. 20 Kilometer nordöstlich von der Hauptstadt Warschau.

## Geschichte
Wołomin wurde erstmals im 15. Jahrhundert urkundlich erwähnt. Es blieb lange Zeit eine Kleinstadt von nicht allzu großer Bedeutung, bis im Jahre 1862 die Eisenbahnlinie von Warschau nach Białystok gebaut wurde. Von da an gewann Wołomin auch zunehmende Bedeutung für den Sommertourismus aus Warschau.
Wołomin erlangte 1919 das Stadtrecht. Bis vor dem Zweiten Weltkrieg hatte die Stadt eine bedeutende jüdische und russische Bevölkerung, welche aber aufgrund der deutschen Besatzung ins Warschauer Ghetto umgesiedelt und von dort aus in Vernichtungslager wie Auschwitz-Birkenau deportiert wurde.
Die Stadt war während des Zweiten Weltkriegs Schauplatz zahlreicher Schlachten zwischen der Sowjetunion und dem Deutschen Reich.
Von 1975 bis 1998 gehörte die Stadt zur Woiwodschaft Warschau.

## Gemeinde
Zur Stadt-und-Land-Gemeinde (gmina miejsko-wiejska) Wołomin gehören die Stadt selbst und 15 Dörfer mit Schulzenämtern.

## Persönlichkeiten

### Söhne und Töchter
- Jacek Grzybowski (* 1973), römisch-katholischer Geistlicher, Weihbischof in Warschau-Praga
- Bohdan Kos (* 1941), Lyriker und Philosoph
- Henri Krasucki (1924–2003), polnisch-französischer Widerstandskämpfer und Gewerkschaftsfunktionär
- Marta Martelińska (1949–2008), Sängerin
- Robert Mateusiak (* 1976), Badmintonspieler
- Marek Solarczyk (* 1967), römisch-katholischer Geistlicher, Bischof von Radom
- Tomasz Sztajerwald (* 1977), ernannter Weihbischof in Warschau-Praga

### Personen mit Verbindung zur Stadt
Die polnische Schriftstellerin Zofia Nałkowska (1885–1954) besaß ein Haus in der Stadt.